# Mestra sordida
Mestra sordida är en fjärilsart som beskrevs av Hayward 1931. Mestra sordida ingår i släktet Mestra och familjen praktfjärilar. Inga underarter finns listade i Catalogue of Life.